# Уилмингтън (Северна Каролина)
Вижте пояснителната страница за други значения на Уилмингтън.
Уилмингтън (на англ. Wilmington) е град в щата Северна Каролина в САЩ. Уилмингтън е с население от 100 000 жители (2006), а общата площ на града е 107,40 км² (41,50 мили²). Уилмингтън получава статут на град на 31 декември 1739 г. Градът се намира в окръг Ню Хановър, на който е и окръжен център.

## Побратимени градове
- 1986:  Дандонг
- 1989:  Донкастър
- 2004:  Бриджтаун

## Известни личности
Родени в Уилмингтън
- Чарли Даниелс, американски кънтри и рок изпълнител
- Кристен Далтън, Мис САЩ 2009
- Стоя, американска порнографска актриса

Родени в Уилмингтън
- Джеймс Мур (1737 – 1777), офицер

Починали
- Брендън Лий (1965 – 1993), актьор

Живели в града
- Майкъл Джордан, баскетболист, израства в Уилмингтън